# 忍者乱太郎
《忍者亂太郎》（日語：映画 忍たま乱太郎）是日本的電視動畫，改編自尼子騷兵衛原作的漫畫《落第忍者亂太郎》。於1993年4月10日播放至今，後來也陸續分別在中國大陸、台灣、香港等地播放。
故事內容發生在日本戰國時代，出生於普通忍者家庭的亂太郎，為不負父母厚望成為菁英忍者，而進入忍者學校。他就讀在一年葉組（香港：「一丁班」，台灣及中國大陸：「一丙班」，菁英組譯「一年甲班」，普通組「一年乙班」），並認識了新兵衛和霧丸，三人成為了好朋友。而每集內容主要講述三位忍蛋在忍者學校所發生的趣事。

## 概要
本動畫自1993年4月10日起於日本放送協會（NHK）旗下的NHK綜合頻道播放，並於1994年10月3日開始於NHK教育頻道播放（實施字幕放送）。動畫版的緣起是因為馬飼野康二的兒子是《落第忍者乱太郎》的愛好者。由於NHK的禁忌，動畫版名稱刪去「落第」一詞而成為《忍者亂太郎》，簡稱則由「忍者之蛋」改為「忍蛋」。1996年6月，《忍者亂太郎》電影版《映画 忍者乱太郎》公開上映。
2002年4月（第10期）起，原有的賽璐珞膠片繪畫改為電腦動畫，畫質改善了不少；同時，主題曲演唱者由原來的光GENJI改為Ya-Ya-yah。第17期主題曲由Hey! Say! JUMP演唱，第18期主題曲由NYC演唱。2003年4月（第11期）起，馬飼野康二作曲的音樂和字幕動畫也被革新了。
2007年5月4日，NHK播出了用高解析度電視製作的《忍者亂太郎15週年特別版“ドクタケ温泉の段”》，但是接著的星期又用回4:3視頻比例來製作。
此外，以《忍者亂太郎》為題材也製作了不少「防災動畫」，如《忍者亂太郎之交通安全》、《忍者亂太郎之地震注意、火的注意!》、《忍者亂太郎之自行車安全教室》、《忍者亂太郎之消防隊》和《忍者亂太郎之再接再厲》。
2003年4月至2004年3月期間、J-COM Broadband重播《忍者亂太郎》第一系列。2006年2月開始，Kids Station也開始重播《忍者亂太郎》。2006年7月22日，為亂太郎聲演的香港資深配音員盧素娟逝世，曾被人誤會《多啦A夢》是她的遺作，但真正的是本作。2006年7至8月，NHK衛星第2頻道也在「BS暑假動畫片特選」（BS夏休みアニメ特選）裡重播了最初播出的動畫集。
2010年，《忍者亂太郎》真人版開始拍攝，由三池崇史執導、加藤清史郎飾演亂太郎、寺島進飾演山田傳藏、其他參演藝人包括溝口琢矢、三浦貴太等。預定2011年拍攝完成、同年夏天全國上映。詳見#真人電影一欄。

## 播放日期
| 季數   | 播放日期                     | 集數 | 累積集數 |
| ------ | ---------------------------- | ---- | -------- |
| 第1期  | 1993年4月10日－1994年3月19日 | 47   | 不適用   |
| 第2期  | 1994年10月3日－1995年3月24日 | 120  | 167      |
| 第3期  | 1995年10月2日－1996年3月21日 | 120  | 287      |
| 第4期  | 1996年4月1日－1996年9月13日  | 120  | 407      |
| 第5期  | 1997年10月6日－1998年2月25日 | 100  | 507      |
| 第6期  | 1998年4月6日－1998年6月26日  | 60   | 567      |
| 第7期  | 1999年4月5日－1999年7月30日  | 80   | 647      |
| 第8期  | 2000年4月3日－2000年7月24日  | 80   | 727      |
| 第9期  | 2001年4月2日－2001年7月20日  | 80   | 807      |
| 第10期 | 2002年4月1日－2002年7月19日  | 80   | 887      |
| 第11期 | 2003年4月7日－2003年7月25日  | 80   | 967      |
| 第12期 | 2004年4月5日－2004年7月23日  | 80   | 1047     |
| 第13期 | 2005年4月4日－2005年6月20日  | 56   | 1103     |
| 第14期 | 2006年4月3日－2006年6月9日   | 50   | 1153     |
| 第15期 | 2007年4月2日－2007年6月12日  | 50   | 1203     |
| 第16期 | 2008年3月31日－2008年8月29日 | 100  | 1303     |
| 第17期 | 2009年3月30日－2009年7月31日 | 90   | 1393     |
| 第18期 | 2010年3月29日－2010年9月16日 | 90   | 1483     |
| 第19期 | 2011年3月28日－2011年9月12日 | 90   | 1573     |
| 第20期 | 2012年4月2日－2012年11月14日 | 90   | 1663     |
| 第21期 | 2013年4月1日－2013年7月12日  | 75   | 1738     |
| 第22期 | 2014年4月1日－2014年7月7日   | 75   | 1813     |
| 第23期 | 2015年3月30日－2016年1月3日  | 70   | 1883     |
| 第24期 | 2016年4月4日－2016年11月11日 | 70   | 1953     |
| 第25期 | 2017年4月3日-2017年11月3日   | 65   | 2017     |
| 第26期 | 2018年4月2日－2018年12月25日 | 76   | 2093     |
| 第27期 | 2019年4月1日－2019年12月9日  | 76   | 2169     |
| 第28期 | 2020年3月30日－2021年1月13日 | 76   | 2245     |
| 第29期 | 2021年3月30日－2021年5月7日  | 77   | 2322     |
| 第30期 | 2022年4月4日－2022年12月13日 | 76   | 2398     |
| 第31期 | 2023年4月3日－2024年1月5日   | 76   | 2474     |
| 第32期 | 2024年4月1日－2025年1月14日  | 76   | 2550     |
| 第33期 | 2025年3月31日－              |      |          |

## 主題曲

### 片頭曲
1. 第一代：『勇氣100%』（第1季）（1993年4月 - 1994年3月）
作詞：松井五郎／作曲・編曲：馬飼野康二／歌：光GENJI
2. 第二代：『勇氣100%』（第2-9季）（1994年10月 - 2002年3月）
作詞：松井五郎／作曲・編曲：馬飼野康二／歌：光GENJI SUPER5
3. 第三代：『勇氣100%』（第10-16季）（2002年4月 - 2008年8月）
作詞：松井五郎／作曲・編曲：馬飼野康二／歌：Ya-Ya-yah
4. 第四代：『勇氣100%』（第17季）（2009年3月 - 2009年7月）
作詞：松井五郎／作曲・編曲：馬飼野康二／歌：Hey! Say! JUMP
5. 第五代：『勇氣100%』（第18-19季）（2010年3月 - 2011年11月）
作詞：松井五郎／作曲・編曲：馬飼野康二／歌：NYC
6. 第六代：『勇氣100%』（第20-23季）（2012年4月至2016年1月）
作詞：松井五郎／作曲・編曲：馬飼野康二／歌：Sexy Zone
7. 第七代：『勇氣100%』（第24-29季）（2016年4月至）
作詞：松井五郎／作曲・編曲：馬飼野康二／歌：ジュニア boys
8. 第八代：『勇氣100%』（第30季至今）（2022年4月至今）
作詞：松井五郎／作曲：馬飼野康二／編曲：CHOKKAKU／歌：ジャニーズJr.

- 香港版片頭曲『在我愛的天空下擁抱你』（1994年）

1. 作詞：陳少琪／作曲：馬飼野康二／編曲：陳志康／歌：吳奇隆（「勇氣100%」的中文版，收錄於專輯《愛出個未來》中，未真正成為片頭曲）

- 香港版片頭曲2『落難忍者』（1994年）

1. 作詞：張美賢／作曲：張兆鴻／編曲：?／歌：鄭嘉穎（TVB原創中文版主題曲，但首播時僅播了十多集便用回日版主題曲）

- 台灣版片頭曲『爆炸的夢想』（中天娛樂台/MY KIDS TV）

1. 作詞：巫玉羚／作曲：秦旭章／編曲：陳虹伯／歌：？

### 片尾曲
1. 『ダンシング ジャンク』（1993年4月開始 - 1994年3月）
作詞：売野雅勇／作曲・編曲：馬飼野康二／歌：Super Monkey's
2. 『DON'T MIND 涙』（1994年10月 - 1995年3月）
作詞：松井五郎／作曲・編曲：馬飼野康二／歌：光GENJI SUPER5
3. 『SHAKING NIGHT』（1994年10月 - 1995年3月）
作詞：松井五郎／作曲・編曲：馬飼野康二／歌：光GENJI SUPER5
4. 『四方八方肘鉄砲（初代）』（1995年4月 - 9月）
作詞：尼子騷兵衛／作曲・編曲：馬飼野康二／歌：繭美
5. 『0点チャンピオン』（1995年10月 - 1996年3月）
作詞：秋元康／作曲・編曲：馬飼野康二／歌：Junichi&JJr
6. 『終わらない SCHOOL DAYS』（1995年10月 - 1996年3月）
作詞：秋元康／作曲・編曲：馬飼野康二／歌：Junichi&JJr
7. 『こうしちゃいられない』（1996年4月 - 9月）
作詞：松井五郎／作曲：馬飼野康二／和聲·編曲：曳田修／歌：Junichi&JJr
8. 『にんにん忍たま音頭』（1996年10月 - 1997年3月）
作詞：秋元康／作曲・編曲：馬飼野康二／歌：SAY・S&忍たまファミリー
9. 「ヘムヘムのえかき唄」（1997年）
作詞：えかき唄同好会 / 作曲・編曲：馬飼野康二 / 歌：嶋本亜希子
10. 『いつだってYELL』（1997年4月 - 1998年3月）
作詞：松井五郎／作曲・編曲：馬飼野康二／歌：中山エミリ
11. 『ヘムヘムのワルツ』（1997年）（『子犬のワルツ』的翻唱）
作曲：ショパン／編曲：馬飼野康二／歌：ヘムヘム（松尾銀三）
12. 『忍たまえかきうた しんべヱの段』（1997年）
作詞：尼子騒兵衛／作曲・編曲：馬飼野康二／歌：わらびゆうこ
13. 『MEMORY&MELODY』（1998年4月 - 1999年3月）
作詞：山本秀行／作曲・編曲：馬飼野康二／歌：SPLASH
14. 『愛がいちばん』（1999年4月 - 2000年3月）
作詞：吉岡治／作曲：杉本眞人／編曲：船山基紀／歌：石川小百合
15. 『四方八方肘鉄砲（2代目）』（2000年4月 - 2002年3月）
作詞：尼子騒兵衛／作曲・編曲：馬飼野康二／歌：船木真弓（忍ジャーズ）
作画が2パターンある。
16. 『世界がひとつになるまで』（2002年4月 - 2004年3月、2005年7月 - 8月）
作詞：松井五郎／作曲・編曲：馬飼野康二／歌：Ya-Ya-yah
17. 『風』（2004年4月 - 2005年3月、8月 - 9月）
作詞：三浦徳子／作曲：織田哲郎／編曲：清水信之／歌：上戸彩（コーラス：こつぶ組）
18. 『櫻援歌（Oh!ENKA）』（2005年4月 - 7月、2005年9月 - 2007年3月）
作詞：MASA／作曲・編曲：馬飼野康二／歌：關西傑尼斯8
19. 『愛に向かって』（2007年4月 - 2008年8月）
作詞：MASA／作曲・編曲：馬飼野康二／歌：關西傑尼斯8
20. 『夢色』（2009年3月 - 2009年7月） 
作詞：久世まりあ／作曲・編曲：馬飼野康二／歌：Hey!Say!JUMP
21. 『ゆめのタネ』（2010年3月 - 2011年9月）
作詞：石川絵理／作曲：馬飼野康二／編曲：石塚知生／歌：NYC
22. 『風をきって』（2012年4月 - 2013年7月）
作詞：松井五郎 / 作曲・編曲：馬飼野康二 / 歌：Sexy Zone
23. 『待ったなんてなしっ！』（2014年4月 - 2016年1月）
作詞：ケリー / 作曲：馬飼野康二 / 編曲：鈴木Daichi秀行 / 歌：Sexy Zone
24. 『３秒 笑って』（2016年4月 - 2017年11月）
作詞：松井五郎 / 作曲：馬飼野康二 /歌：Junior Boys
25. 『やんちゃなヒーロー』（頑皮的英雄）（2018年4月 - 2019年12月）
作詞：松井五郎 / 作曲：馬飼野康二 / 編曲：佐々木博史 / 歌：Hey! Say! 7
26. 『いまだ!!』（2018年4月 - ）
作詞：松井五郎 / 作曲：馬飼野康二 / 編曲：佐々木博史 / 歌：ジャニーズWEST
27. 『この青空は忘れない』（2022年4月 - 至今）
作詞：松井五郎 / 作曲：馬飼野康二 / 編曲：生田真心 / 歌：ジャニーズJr.

有部份歌曲曾被多于一位歌手（或一個演唱團體）演唱，例如『勇気100%』和『四方八方肘鉄砲』；『桜援歌（Oh! ENKA）』一曲曾因關西傑尼斯8成員的誹聞關係、於2005年7月18日被停止播放，至同年9月3日才恢復播放、這段期間的片尾曲由其他歌曲取代（『世界がひとつになるまで』、『風』）。
《忍者亂太郎15週年特別版「ドクタケ溫泉の段」》裡面的片尾曲，採用了長版本的『愛に向かって』。
- 台灣版片尾曲『十萬分貝的愛』（中天娛樂台/MY KIDS TV）

1. 作詞：？／作曲：？／編曲：陳虹伯／歌：？

## 動畫電影
第一作《電影 忍者亂太郎》於1996年6月29日在日本上映。第二作《劇場版動畫 忍者亂太郎 忍術學園 全員出動！之段》於2011年3月12日在日本上映，台灣在2014年12月5日於卡通頻道播出。第三作《劇場版 忍者亂太郎 毒竹忍者隊最強之軍師》預定於2024年12月20日上映，改編自同名小說。

## 真人電影
2011年7月23日於全日本上映。故事內容以第1、2以及45卷作藍本。宣傳標語為「真人化是200%勇氣！」

#### 工作人員
- 導演：三池崇史
- 編劇：浦澤義雄
- 原創音樂：池瀨廣
- 攝影指導：北信康（JSC）
- 剪接：山下健治
- 眼鏡設計：Ryo Yamashita
- 出品：
- 發行：華納兄弟影片

#### 演員表
- 一年葉組
  - 豬名寺亂太郎 - 加藤清史郎（香港配音：黃玉娟）
  - 攝津之霧丸（小丸） - 林遼威（香港配音：袁淑珍）
  - 福富新兵衛（新丁） - 木村風太（香港配音：黃淑芬 > 黃昕瑜）
  - 黑木  左門 - 近藤那由汰（香港配音：謝潔貞）
  - 二郭伊助 - 宇佐美魁人（香港配音：陸惠玲）
  - 加藤團藏 - 大島璃生（香港配音：梁少霞）
  - 佐武虎若 - 髙木鈴太朗（香港配音：沈小蘭）
  - 山村喜三太 - 福本晟也（香港配音：雷碧娜）
  - 皆本金吾 - 津波古太輝（香港配音：蔡惠萍）
  - 夢前三治郎 - 小林海人（香港配音：黃瑩瑩）
  - 笹山兵太夫 - 野間斗晴（香港配音：林丹鳳）
- 二年伊組
  - 川西左近 - 飛田光里
  - 池田三郎次 - 荒川康太郎
  - 能勢久作 - 坂口淳
- 二年葉組
  - 時友四郎兵衛 - 髙橋龍飛
- 三年伊組
  - 伊賀崎孫兵 - 澤畠流星（香港配音：陳琴雲）
- 三年綠組
  - 次屋三之助 - 森彪乃介（香港配音：陳皓宜）
  - 神崎左門 - 川村広輝
  - 富松作兵衛 - 鮎川一佳（香港配音：梁少霞）
- 三年葉組
  - 浦風藤内 - 上田雄大
  - 三反田数馬 - 植田斗真（香港配音：林丹鳳）
- 四年伊組
  - 平瀧夜叉丸 - 岡山智樹（香港配音：張裕東）
  - 綾部喜八郎 - 奥本凱哉（香港配音：梁偉德）
- 四年綠組
  - 田村三木衛門 - 北村匠海（香港配音：李凱傑）
  - 浜守一郎
- 四年葉組
  - 齊藤鷹丸 - 溝口琢矢（香港配音：麥皓豐）
- 五年伊組
  - 久久知兵助 - 高畑翼
- 五年綠組
  - 不破雷蔵 - 三村和敬（一人分飾二役）
  - 鉢屋三郎 - 三村和敬（一人分飾二役）
  - 竹谷八左 門 - 伊藤大翔
- 六年伊組
  - 潮江文次郎 - 池田純
  - 立花仙蔵 - 落合扶樹
- 六年綠組
  - 七松小平太 - 尾関陸
  - 中在家長次 - 福田雄也
- 六年葉組
  - 善法寺伊作 - 北村将清（香港配音：黃啟昌）
  - 食滿留三郎 - 長村航希
- 女忍者教室
  - 雪子 - 岩本千波（香港配音：黃麗芳）
  - 友子 - 紅甘（香港配音：林元春）
  - 山本梨子 - 中村玉緒（老人樣子）、杏（年青樣子）（香港配音：蔡惠萍）
- 忍術學園關係人物
  - 學園長・大川平次渦正 - 平幹二朗（香港配音：盧國權）
  - 戶部新左衛門 - 山本耕史（香港配音：陳永信）
  - 食堂大嬸（飯堂靚姑） - 古田新太（香港配音：李錦綸）
  - 老師・土井半助 - 三浦貴大（香港配音：蘇強文）
  - 老師・山田傳藏 - 寺島進（香港配音：林保全）
  - 校務員・小松田秀作 - 白石隼也（香港配音：雷霆）
- 風魔流忍術學園
  - 山野金太（香港配音：張炳強）
  - 古澤仁之進（香港配音：朱子聰）
- 其他人物
  - 毒姑城忍者隊首領・稗田八方齋 - 松方弘樹（香港配音：陳永信）
  - 亂太郎父親（豬名寺平之介） - 中村獅童（香港配音：招世亮）
  - 亂太郎母親 - 檀麗（香港配音：雷碧娜）
  - 山田利吉 - 木村遼希
  - 照星 - 三津谷亮（香港配音：李錦綸）
  - 錫高野與四郎 - 山本裕典（香港配音：李致林）
  - 齊藤幸隆 - 鹿賀丈史（香港配音：林國雄）
  - 薄菇城忍者隊首領 - 柄本明（香港配音：陳曙光）
  - 薄菇城忍者OB - 石橋蓮司（香港配音：黃子敬）
  - 海松萬壽烏 - 竹中直人（香港配音：葉振聲）
  - 海松土壽烏 - 石垣佑磨（香港配音：陳卓智）
  - 黄昏時城忍者隊首領・雜渡昆奈門 - 谷原章介（香港配音：潘文柏）

### 忍者亂太郎 暑期作業大作戰!之段
2013年7月6日於全日本上映。宣傳標語為「忍者史上最大！決定勝負關鍵的大戰開始!!」

#### 演員表
- 一年葉組
  - 豬名寺亂太郎 - 加藤清史郎（香港配音：黃玉娟）
  - 攝津之霧丸（小丸） - 林遼威（香港配音：袁淑珍）
  - 福富新兵衛（新丁） - 神月朱理（香港配音：黃淑芬）
  - 佐武虎若 - 大八木凱斗（香港配音：沈小蘭）
  - 土井半助 - 内博貴（香港配音：蘇強文）
  - 山田伝蔵 - 螢雪次朗（香港配音：林保全）
- 四年葉組
  - 齊藤鷹丸 - 田中光樹（香港配音：麥皓豐）
- 六年伊組
  - 潮江文次郎 - 松田岳（香港配音：劉昭文）
  - 立花仙蔵 - 山崎将平（香港配音：黃啟昌）
- 六年綠組
  - 中在家長次 - 石田直也（香港配音：陳卓智）
- 六年葉組
  - 善法寺伊作 - 根岸拓哉（香港配音：黃啟昌）
- 忍術學園關係人物
  - 學園長・大川平次渦正 - 芦屋小雁（香港配音：盧國權）
  - 小松田秀作 - 前内孝文（香港配音：陳灝瑋）
- 毒竹城
  - 稗田八方齋 - 西田健（香港配音：陳永信）
  - 横槍入十郎 - 佐川満男（香港配音：陳曙光）
- 木耳城
  - 木耳良兼 - 寺田農（香港配音：張炳強）
  - 木耳持兼 - 曾我廼家文童
  - 切羽拓郎 - 永澤俊矢（香港配音：朱子聰）
  - 常光寺與衛門 - 池田政典（香港配音：張錦江）
- タソガレドキ城(黃昏時城)
  - 雜渡昆奈門 - 東山龍平（香港配音：潘文柏）
  - 諸泉尊奈門 - 佐野泰臣（香港配音：張裕東）
- 其他
  - 六道辻衛門 - 栗塚旭（香港配音：陳永信）
  - 佐武昌義 - 赤塚真人（香港配音：張錦江）
  - 照星 - 黒川英二（香港配音：李錦綸）
  - 山田利吉 - 鈴木勝吾（香港配音：李錦綸）
  - 北石照代 - 大島遙（香港配音：黃昕瑜）
  - 尼子騒兵衛 - 尼子騒兵衛

#### 聲演
- 雜渡昆奈門 - 寺杣昌紀
- 立花仙藏（女裝版） - 清水愛

## 電子遊戲
| 中文標題                      | 日文標題 | 平台               | 發行商              | 發售日         |
| ----------------------------- | -------- | ------------------ | ------------------- | -------------- |
| 忍者亂太郎                    |          | 超級任天堂         | Culture Brain       | 1995年7月28日  |
| 忍者亂太郎GB                  |          | Game Boy           | Culture Brain       | 1995年12月27日 |
|                               |          | Kids Computer PICO | 萬代                | 1995年         |
| 忍者亂太郎2                   |          | 超級任天堂         | Culture Brain       | 1996年3月29日  |
|                               |          | Playdia            | 萬代                | 1996年4月24日  |
|                               |          | Playdia            | 萬代                | 1996年5月15日  |
|                               |          | 超級任天堂         | Culture Brain       | 1996年6月28日  |
|                               |          | 超級任天堂         | Culture Brain       | 1996年8月9日   |
|                               |          | Game Boy           | Culture Brain       | 1996年11月1日  |
| 忍者亂太郎3                   |          | 超級任天堂         | Culture Brain       | 1997年2月28日  |
|                               |          | Windows 95、麥金塔 | I4                  | 1997年9月12日  |
|                               |          | Game Boy           | Culture Brain       | 1998年6月19日  |
|                               |          | 任天堂64           | Culture Brain       | 2000年4月21日  |
|                               |          | Game Boy Color     | アスク              | 2001年3月23日  |
| 忍者亂太郎 忍蛋必修忍術訓練   |          | 任天堂DS           | Russell             | 2009年3月26日  |
|                               |          | 任天堂DS           | Russell             | 2010年9月2日   |
| 忍者亂太郎 手裏劍道場         |          | iOS                | NHKサービスセンター | 2012年8月3日   |
|                               |          | iOS、Android       | 武士道              | 2015年9月17日  |
| 忍者亂太郎 無限之壺大暴走之段 |          | iOS、Android       | nalkonal            | 2023年         |

## 軼聞
雖然是數百年前的戰國時代，不過有時會出現一些現在常見的科技物品與裝扮（例如新丁把「忍者三病」誤聽成3B鉛筆、其他忍者學校想要挖角小丸的介紹中出現的電腦學習課程、亂太郎身上常有的眼鏡還有女忍者閱讀的報紙等等），另外也偶而在學校的食物中會出現咖哩飯料理。

## 播放電視台
日本
| 日本放送協會綜合頻道 星期六 18:10 - 18:40 時段                           | 日本放送協會綜合頻道 星期六 18:10 - 18:40 時段           | 日本放送協會綜合頻道 星期六 18:10 - 18:40 時段 |
| ------------------------------------------------------------------------ | -------------------------------------------------------- | ---------------------------------------------- |
|                                                                          | 忍者亂太郎 第1期                                         |                                                |
| 特報首都圏                                                               | 飛虎奇兵                                                 |                                                |
| 日本放送協會教育頻道 星期一至五 17:50 - 18:00 時段                       |                                                          |                                                |
| 蔬果村的故事 （重播）                                                    | 忍者亂太郎 第2 - 10期 （1994年10月3日 - 2003年4月4日）   | 反斗小王子（第6期）                            |
| 日本放送協會教育頻道 星期一至五 18:00 - 18:10 時段                       |                                                          |                                                |
| 星期一至四：天才兒童WIDE 星期五：                                        | 忍者亂太郎 第11期                                        | 反斗小王子（第7 - 8期）                        |
| 日本放送協會教育頻道 星期一至五 18:10 - 18:20 時段                       |                                                          |                                                |
| 星期一至四：布丁布丁物語（數碼修復版） 星期五：天才ビットくん            | 忍者亂太郎 第12期                                        | 忍者亂太郎 第13期                              |
| 日本放送協會教育頻道 星期一至五 18:10 - 18:20，星期六 17:50 - 18:00 時段 |                                                          |                                                |
| 星期一至五：忍者亂太郎 第12期                                            | 忍者亂太郎 第13期                                        | 忍者亂太郎 第14 - 17期                         |
| 日本放送協會教育頻道 星期一至五 18:10 - 18:20 時段                       |                                                          |                                                |
| 星期一至六：忍者亂太郎 第13期                                            | 忍者亂太郎 第14 - 17期 （2006年4月3日 - 2009年10月9日）  | 連續人偶劇 新·三劍客 （第1 - 10集）            |
| 連續人偶劇 新·三劍客                                                     | 忍者亂太郎 第17 - 21期 （2009年10月26日 - 2014年3月7日） | ナンダカベロニカ                               |
|                                                                          | 忍者亂太郎 第22期 - （2014年3月24日 - ）                 | —                                              |

香港
| 無綫電視翡翠台 星期一至五 09:25－09:55節目                         | 無綫電視翡翠台 星期一至五 09:25－09:55節目       | 無綫電視翡翠台 星期一至五 09:25－09:55節目                     |
| ------------------------------------------------------------------ | ------------------------------------------------ | -------------------------------------------------------------- |
|                                                                    | 忍者亂太郎（I） （1994年7月4日－8月31日）        |                                                                |
| 不詳                                                               | 不詳                                             |                                                                |
| 星期五 11:00－11:15節目                                            |                                                  |                                                                |
| 豆蔻情真 （09:25 - 11:20）                                         | 忍者亂太郎（I） 重播 （1994年12月30日）          | 待查                                                           |
| 星期六 10:15－10:30節目                                            |                                                  |                                                                |
| 鐵甲萬能俠之暗黑大將軍 （09:55 - 10:25）恐龍戰隊 （10:25 - 10:45） | 忍者亂太郎（I） 重播 （1994年12月31日）          | 不詳                                                           |
| 星期六節目                                                         |                                                  |                                                                |
| 待查                                                               | 忍者亂太郎（I） 重播 （1995年2月25日－7月15日）  | 待查                                                           |
| 星期一至五 09:00－09:15節目                                        |                                                  |                                                                |
| 待查                                                               | 忍者亂太郎（I） 重播 （1995年12月7日－12月22日） | 待查                                                           |
| 星期一至五 09:00－09:40節目                                        |                                                  |                                                                |
| 待查                                                               | 忍者亂太郎（I） 重播 （1996年1月2日－1月16日）   | 朱古力小靈精 重播 （09:00-09:15）歲月飄零 重播 （09:15-09:40） |

| 無綫電視翡翠台 星期一至五 17:40－18:00節目 | 無綫電視翡翠台 星期一至五 17:40－18:00節目         | 無綫電視翡翠台 星期一至五 17:40－18:00節目 |
| ------------------------------------------ | -------------------------------------------------- | ------------------------------------------ |
|                                            | 新忍者亂太郎 第1-90集 （1995年7月20日－8月30日）   |                                            |
| 不詳                                       | 不詳                                               |                                            |
| 星期一至五 17:15－17:45節目                |                                                    |                                            |
| 飛天少女豬事丁 第21-51集                   | 新忍者亂太郎 第91-110集 （1996年1月19日－2月15日） | 魔天戰神                                   |

| 無綫電視翡翠台 星期一至五 09:25－09:55節目 其後改為09:55－10:20 | 無綫電視翡翠台 星期一至五 09:25－09:55節目 其後改為09:55－10:20 | 無綫電視翡翠台 星期一至五 09:25－09:55節目 其後改為09:55－10:20 |
| --------------------------------------------------------------- | --------------------------------------------------------------- | --------------------------------------------------------------- |
|                                                                 | 忍忍忍者亂太郎 第1-58集 （1996年7月8日－8月30日）               |                                                                 |
| 不詳                                                            | 不詳                                                            |                                                                 |
| 星期一至五 09:25－09:40                                         |                                                                 |                                                                 |
| 不詳                                                            | 忍忍忍者亂太郎 （1996年11月21日－12月20日）                     | 不詳                                                            |

| 無綫電視翡翠台 星期一至五 17:30-17:55 | 無綫電視翡翠台 星期一至五 17:30-17:55                                                                   | 無綫電視翡翠台 星期一至五 17:30-17:55 |
| ------------------------------------- | --- | ------------------------------------- |
|                                       | 忍者亂太郎 （2001年）                                                                                   |                                       |
| 待查                                  | 待查 |                                       |
| 星期一至五                            | |                                       |
| 待查                                  | 忍者亂太郎（VII） 第3-35集 （2002年8月18日－?）                                                         | 待查                                  |
| 星期一至五                            | |                                       |
| 待查                                  | 忍者亂太郎（VII） 第36-80集 （2002年12月17日－2003年2月12日）                                           | 八爪小英雄                            |
| 星期六、日 17:25－17:55節目           | |                                       |
| 機動戰士08小隊                        | 忍者亂太郎（VIII） （2004年2月29日－6月5日）                                                            | 網絡英雄洛克人                        |
| 星期日 07:25－07:55節目               | |                                       |
| 警訊                                  | 忍者亂太郎（VIII） 重播 （2005年3月6日－8月28日）                                                       | 樹靈小福星                            |
| 星期一至五 10:30－11:00節目           | |                                       |
| 明成皇后 （10:30－11:00）             | 忍者亂太郎（IX） 第1-80集 （2007年7月3日－8月7日） ↓ 忍者亂太郎（X） 第1-45集 （2007年8月8日－8月28日） | 翼之奇幻旅程 （10:30－11:30）         |
| 星期日 16:00－16:30節目               | |                                       |
| 唱K小魚仙                             | 忍者亂太郎（X） 第73-76集 （2008年2月3日）                                                              | HelloKitty愛漫遊                      |
| 星期日 09:00－09:30節目               | |                                       |
| 我要NBA                               | 忍者亂太郎（X） 第46-72集 （2008年6月29日－8月31日）                                                    | 小腳板佛山東遊記                      |
| 星期一至五 15:45－16:15節目           | |                                       |
| 希臘封神榜                            | 忍者亂太郎（X） 重播 （2008年10月20日－12月2日）                                                        | 單車新人王                            |

| 香港 無綫電視翡翠台 星期一至五 16:35－17:05 節目（放學ICU時段內） · 4月23日臨時節目調動 16:35－17:15                    | 香港 無綫電視翡翠台 星期一至五 16:35－17:05 節目（放學ICU時段內） · 4月23日臨時節目調動 16:35－17:15       | 香港 無綫電視翡翠台 星期一至五 16:35－17:05 節目（放學ICU時段內） · 4月23日臨時節目調動 16:35－17:15 |
| --- | --- | --- |
| | 忍者亂太郎（XIX）→（XX） （2014年2月4日－4月28日）                                                         | |
| 喜羊羊與灰太狼之給快樂加油                                                                                              | 超速變形                                                                                                   | |
| 無綫電視翡翠台 星期一至五 16:20－16:50 節目 2月19日暫停播映                                                             | | |
| 喜羊羊與灰太狼之懶羊羊當大廚                                                                                            | 忍者亂太郎（XVIII） （2014年12月30日－2015年2月9日） ↓ 忍者亂太郎（XXI） 第21輯 （2015年2月10日－3月17日） | 馴龍騎士                                                                                             |
| 無綫電視翡翠台 星期六、日 16:00－16:30 節目 8月9日及11月22日暫停播映 11月7日臨時節目調動暫停播映 11月21日 16:05－16:30  | | |
| 數碼暴龍合體大作戰 重播 不能奪走的童年 （7月12日）                                                                      | 忍者亂太郎（XIX）→（XX） 重播 （2015年7月18日－2016年2月20日）                                             | 馴龍騎士 重播                                                                                        |
| 無綫電視翡翠台 星期一至五 16:15－16:45 節目                                                                             | | |
| 妖怪手錶 重播，第1－76話                                                                                                | 忍者亂太郎（XXI） 重播 （2016年6月14日－7月18日）                                                          | 飆速宅男 第1輯                                                                                       |
| 無綫電視翡翠台 17:20－17:50 節目 2月19日 17:20－18:00                                                                   | | |
| 忍者小靈精 印度版，第27－52集                                                                                             | 忍者亂太郎（XXII） （2018年1月8日－6月25日）                                                               | 多啦A夢 水田版第6輯                                                                                  |
| 翡翠台 星期一至五 15:45－16:15 節目 9月3日及10月4日臨時節目調動暫停播映                                                 | | |
| 星光樂園II 重播 | 忍者亂太郎（XXII） 重播 （2019年8月30日－10月7日）                                                         | 網球Ace 重播，第2輯                                                                                  |
| 翡翠台 星期四、五 17:20－17:50 節目 2019年12月6日、12月19日及2020年1月31日臨時節目調動暫停播映 2020年2月7日播映中途腰斬 | | |
| 閃電十一人 阿瑞斯的天秤                                                                                                 | 忍者亂太郎（XXIII） （2019年11月22日－2020年2月21日）                                                      | 閃電十一人 獵戶座的刻印                                                                              |
| 翡翠台 星期一至五 15:45－16:15 節目 3月30日 15:45-16:00（播映中途腰斬）                                                 | | |
| 爆趣科學Pin碼 重播 | 忍者亂太郎（XXIII） 重播 （2021年3月15日－4月15日）                                                        | 紙箱戰機 重播                                                                                        |
| 翡翠台 星期一至五 15:45－16:15 節目 （5月6日播映中途腰斬）                                                              | | |
| MIX 重播 | 忍者亂太郎（XXIII） 重播 （2022年4月18日－5月19日）                                                        | 紙箱戰機W 重播                                                                                       |
| 翡翠台 星期四、五 17:20－17:50 節目                                                                                     | | |
| 加油啦！啦啦隊 | 忍者亂太郎（XXIV） （2022年6月3日－8月25日） ↓ 忍者亂太郎（XXV） （2022年8月26日－11月4日）                | 闇影詩章                                                                                             |
| 翡翠台 星期一至五 15:45－16:45 節目                                                                                     | | |
| 屁屁偵探 第40-52集 重播                                                                                                 | 忍者亂太郎（XXIV）→（XXV） 重播 （2023年4月13日－6月14日）                                                 | 新幹線戰士Z 重播                                                                                     |
| 翡翠台 星期二、三 17:20－17:50 節目                                                                                     | | |
| RE-MAIN 水球少年 重播                                                                                                   | 忍者亂太郎（XXVI） 第1-22集、24-73集 （2023年7月18日－10月4日）                                            | 偶像星願7 Third BEAT                                                                                 |
| 翡翠台 星期二、三 17:20－17:50 節目                                                                                     | | |
| 偶像星願7 Third BEAT | 忍者亂太郎（XXVI） 第74-76集 ↓ （XXVII） 第1-75集 （2024年1月30日－2024年4月24日）                         | 屁屁偵探IV                                                                                           |
| 翡翠台 星期二、三 17:20－17:50 節目 6月10日（重播，第11集）起，不再提供繁體或簡體中文字幕                               | | |
| 飆速宅男 第5季 重播 | 忍者亂太郎（XXVI） 第1-22集、24-55集 重播 （2025年5月6日－2025年7月2日）                                   | 屁屁偵探                                                                                             |

台灣
| 衛視中文台 每天17:30-18:00節目   | 衛視中文台 每天17:30-18:00節目              | 衛視中文台 每天17:30-18:00節目 |
| -------------------------------- | ------------------------------------------- | ------------------------------ |
|                                  | 忍者亂太郎 （1995年5月29日～2002年9月26日） |                                |
| 待查                             | 待查                                        |                                |
| Animax 星期一至五18:00-19:00節目 |                                             |                                |
| 待查                             | 忍者亂太郎 （2007年3月19日、2007年9月18日） | 待查                           |

## 外部連結
- 官方網站 （页面存档备份，存于）（日語）
- 忍たま乱太郎 - NHK放送史（日本放送协会）（日語）